# Nokia 2220 slide
Nokia 2220 slide — стільниковий телефон фірми Nokia, об'явлений в листопаді 2009 року і випущений на ринок у лютому 2010 року.

## Характеристика
Будучи бюджетним слайдером має розмір 97,4 x 47 x 15,9 мм і вагу 93,5 грама. Має кольоровий екран 128x160, VGA-камеру 0.3 Мпікс, FM-радіо, 3,5-мм аудіороз'єм та 32 МБ внутрішньої пам'яті. Підтримується GPRS, є поштовий клієнт та браузер. Головним мінусом є відсутність таких засобів комунікації, як Bluetooth та USB.
Акумулятор Li-Ion ємністю 860 мАг, можна знімати, і може працювати до 480 годин в режимі очікування і 5 годин 20 хвилин під час дзвінка. Що стосується зв'язку, то цей телефон використовує мережу GSM.
З інших можливостей: електронна пошта, календар, списки покупок та інші записи, можливість відстежувати витрати, робота в частотних діапазонах GSM 900/1800, підтримка стандарту передачі GPRS 10 та ін.